# Корпиклаани
Korpiklaani (в превод: „Горски род“) е фолк метъл група от град Лахти, Финландия.
Това е новото име на вече несъществуващата група Shaman, която е формирана от Йон Йервеле, който е движещата сила на групата. За разлика от Shaman, чиито песни са на езика саами, Korpiklaani записва главно на английски, но също така и на финландски. Стилът им се описва най-точно като фолк/траш метъл.
Музиката на Korpiklaani се разпростира от по-нежни песни изсвирени с цигулка и китара до песни за финския бог на ферментацията Pellonpekko, включвайки дори и „типично“ тролски метал в песни като „Wooden Pints“ и „Crows Bring The Spring“.

## Състав
Йоне Йервеле – (вокали / китара)

Кале „Кейн“ Савийерви – (китара)

Ярко Аалтонен – (бас китара) 

Йаако „Хиттавайнен“ Лемети – (цигулка) 

Юхо „ЮхоКусти“ Каупинен – (акордеон) 

Мати „Матсон“ Йохансон – (барабани) 

## `Folk Metal`

### Дискография
- Spirit of the Forest (2003)
- Voice of Wilderness (2005)
- Tales Along This Road (2006)
- Tervaskanto (2007)
- Korven Kuningas (2008)
- Karkelo (2009)
- Ukon Wacka (2011)
- Manala (2012)

### Видеография
- "Hunting Song" (2005)
- "Kädet Siipinä" (2005)
- "Beer Beer" (2005)
- "Happy Little Boozer" (2006)
- "Keep On Galloping" (2008)
- "Metsämies" (2008)
- "Vodka" (2009)
- "Tequila" (2011)